# 双胞蓠生藻属
双胞蓠生藻属（学名：Congracilaria）为江蓠科的一个属。

## 下级分类
本属包括以下物种：
- Congracilaria babae